# Éparchie de Tcheliabinsk

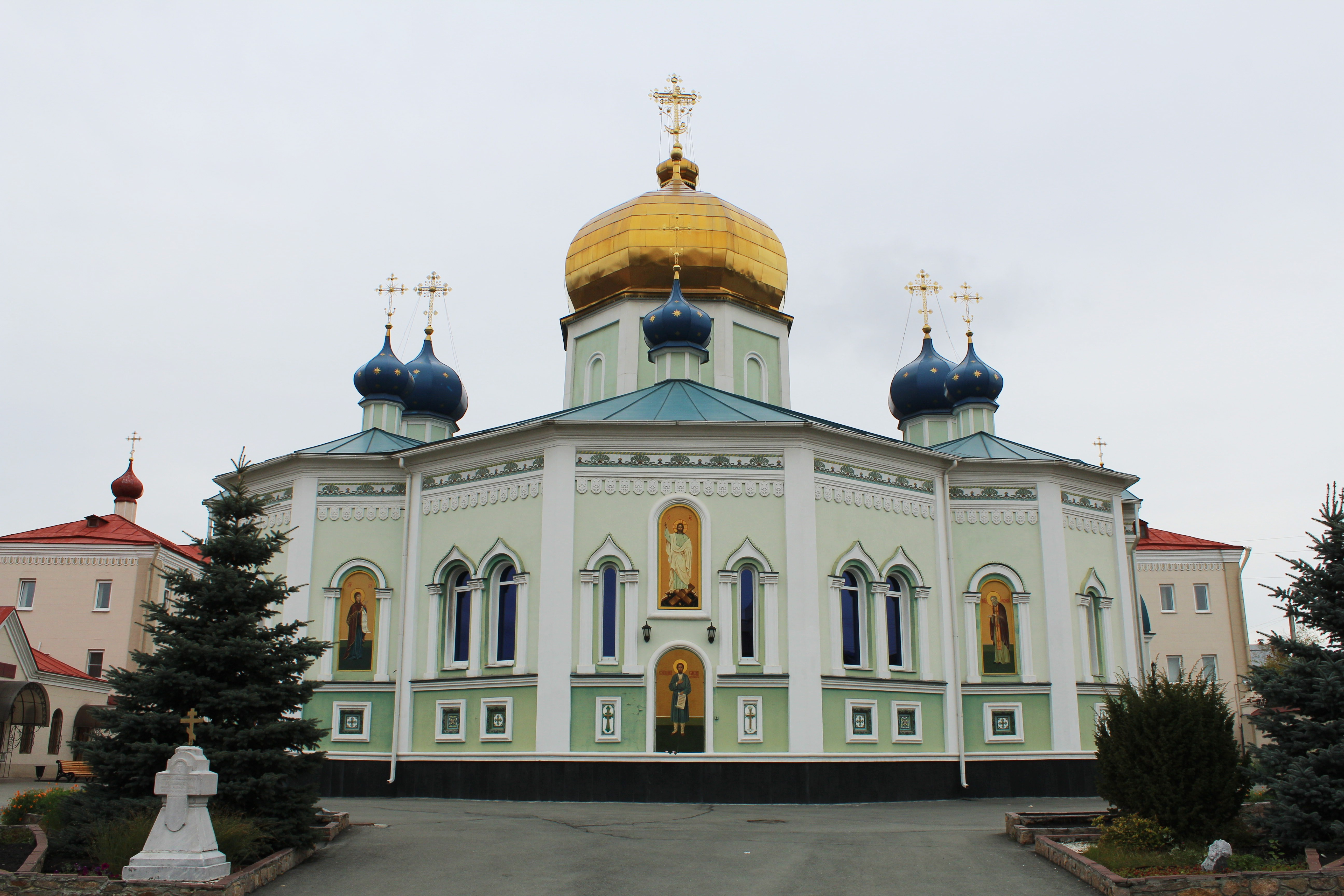
Cathédrale Saint-Siméon de Tcheliabinsk, siège de l'éparchie.

L'éparchie de Tcheliabinsk  (Челя́бинская епа́рхия) est une éparchie (diocèse) de l'Église orthodoxe russe en Russie unissant les paroisses et les monastères de la partie Nord de l'oblast de Tcheliabinsk.
Son siège est la cathédrale Saint-Siméon de Tcheliabinsk.

## Histoire

### Vicariat de Tcheliabinsk
Le vicariat de Tcheliabinsk est érigé le 10 octobre 1908 recevant son territoire de l'éparchie d'Orenbourg et dépendant du monastère Saint-Macaire d'Orenbourg. Le vicariat est dirigé par l'archimandrite Dionysus. Le 18 octobre 1908, le consistoire spirituel d'Orenbourg édite le décret «Sur les obligations de l'évêque-vicaire de Tcheliabinsk». Le 22 juillet 1912, le consistoire confirme la demande de l'évêque d'Orenbourg, Théodose, à propos des changements des obligations de l'évêque de Tcheliabinsk. Le 9 octobre, le Saint-Synode décrète que l'évêque de Tcheliabinsk peut quitter le monastère Saint-Macaire et s'installer à Tcheliabinsk. Le 11 (24) juillet 1914, il édicte les instructions sur les affaires à mener par le très révérend vicaire de Tcheliabinsk de l'éparchie d'Orenbourg.
Le 30 avril 1917, l'évêque Séraphin (Alexandrov) est nommé au siège vicarial et soulève la question de l'érection du vicariat en diocèse (éparchie). Le 2 mai suivant, un premier pas est fait avec la constitution d'un conseil diocésain (deux prêtres, un protodiacre et un laïc) sous l'autorité de l'évêque; mais tout est suspendu en juin 1917. En octobre 1917, l'évêque Séraphin soulève au conseil local la question de l'érection du diocèse indépendant de Tcheliabinsk; mais en mars 1918, l'évêque Méthode d'Orenbourg et Tourgaï envoie une protestation au conseil local contre la création du diocèse indépendant de Tcheliabinsk. 

### Éparchie de Tcheliabinsk

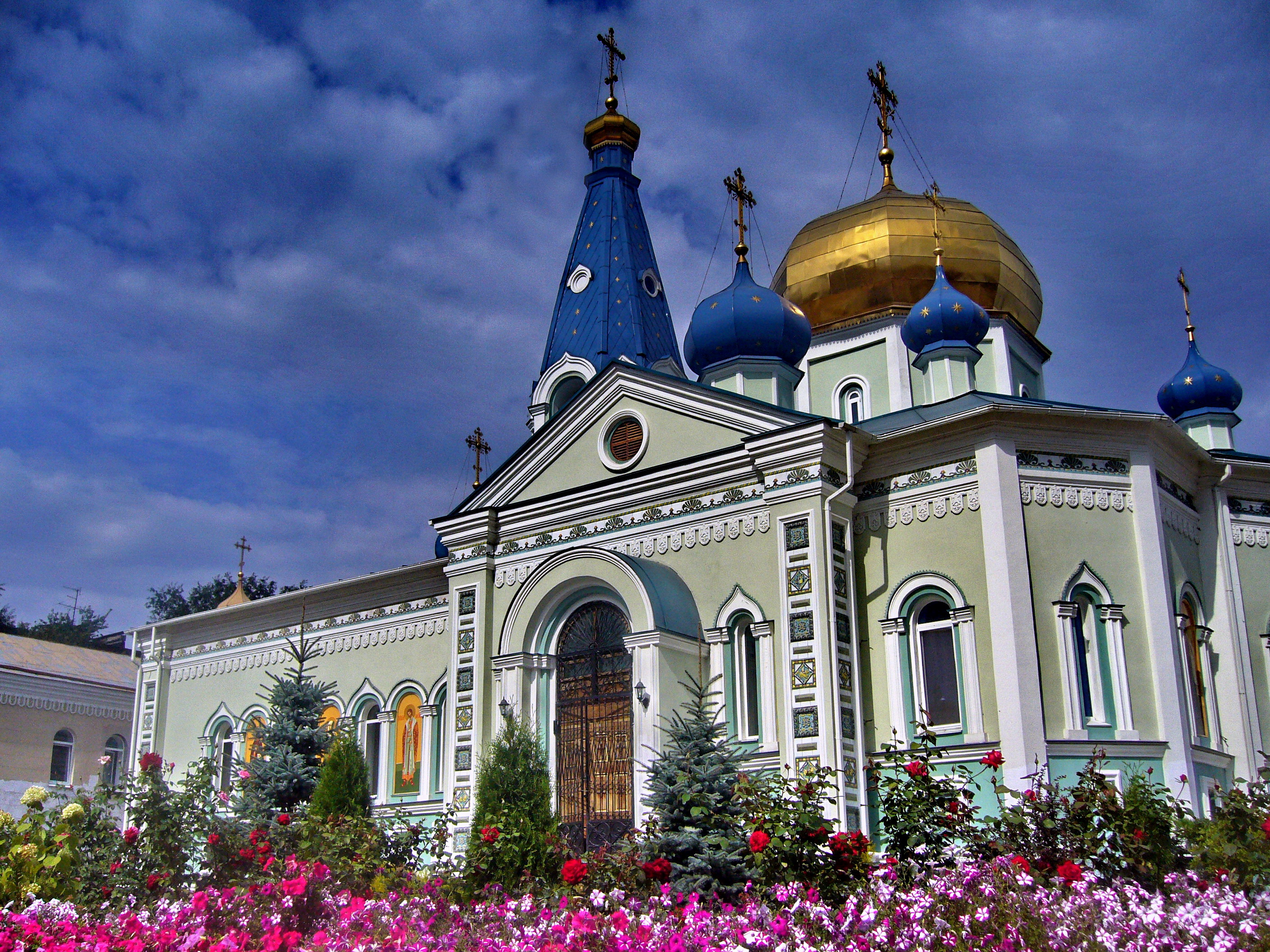
Cathédrale Saint-Siméon de Tcheliabinsk.

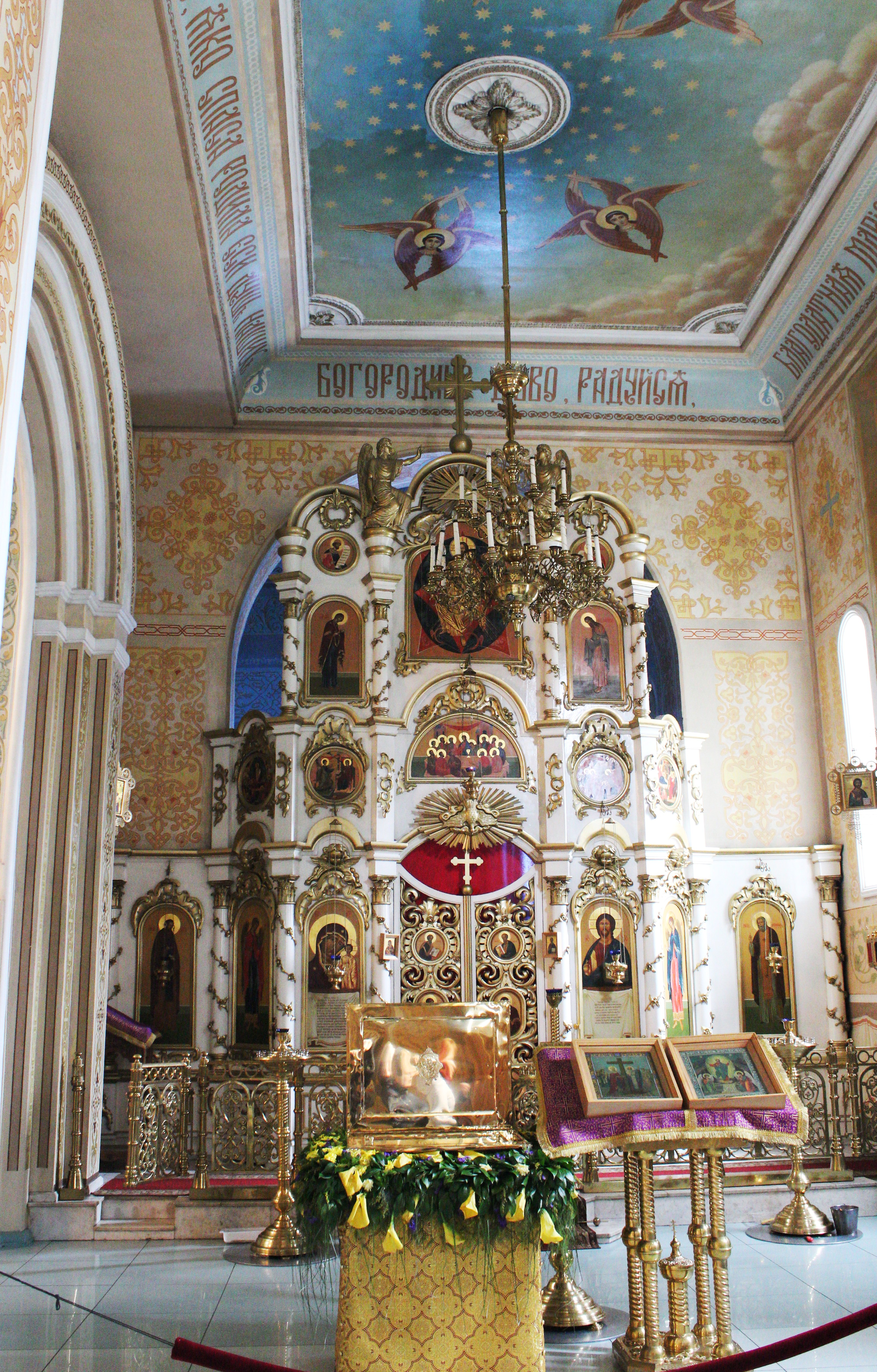
Iconostase de la cathédrale Saint-Siméon de Tcheliabinsk.

La question de l'établissement du diocèse de Tcheliabinsk est examinée par le conseil local le 8 août 1918, et d'autres nouveaux diocèses et vicariats par une réunion d'évêques le 11 août et le 3 septembre (selon le nouveau style) par le patriarche Tikhon qui signe une résolution sur l'érection de nouveaux diocèses, dont Tcheliabinsk et Troïtsk. Le premier évêque, Gabriel (Tchepour), est bientôt nommé dans ce diocèse indépendant nouvellement créé, au plus tard en octobre 1918.
À la suite d'un « schisme » (favorisé par les communistes), il existe en même temps que ce diocèse dépendant du Patriarcat de Moscou, des diocèses du mouvement de la Rénovation (1923-1937) et du schisme grégorien (1927-1932). 
À partir de l'été 1935, l'évêque n'est pas remplacé et l'éparchie n'a plus d'existence. De 1935 à 1936, son territoire est attribué au diocèse d'Omsk. Après l'élimination presque complète du clergé lors de la Grande Terreur de 1936-1938 et la fermeture des églises, le diocèse est réduit à une seule paroisse (à Tcheliabinsk). Cependant, à l'automne 1943 Staline fait rouvrir quelques églises (dont l'église de l'Ascension de Kasli) afin de s'assurer de l'appui des orthodoxes dans ce tournant de la Grande Guerre patriotique. En 1947, l'éparchie est rétablie; mais son administration est de facto attribuée à l'éparchie de Sverdlovsk. Dès l'hiver 1948-1949, le contrôle d'État sur les affaires religieuses se durcit et les arrestations de prêtres se multiplient avec la fermeture d'églises. Trois églises sont fermées en 1949 et cinq en 1950.
De 1960 à 1989, l'éparchie de Tcheliabinsk poursuit officiellement son existence; mais elle est toujours sous l'administration des évêques de Sverdlovsk, prétendument de manière temporaire. À la fin des années 1980, l'éparchie est squelettique avec seulement quinze paroisses (en 1986) et trente-quatre prêtres.
Entre 1987 et 1991, les relations entre le pouvoir soviétique et les différentes confessions commencent à se normaliser y compris avec la plus importante, l'Église orthodoxe russe. Le nombre de paroissiens augmente: en 1986, il y a 92 baptèmes à la cathédrale Saint-Siméon de Tcheliabinsk et déjà l'année suivante, 2 315 baptèmes dont 513 pour des adultes. Le nombre de prêtres avec une formation spirituelle est de 83 en 1989. Entre 1989 et 1997, le nombre de paroisses passe de 17 à 68.
Le 26 juillet 2012, les nouvelles éparchies de Magnitogorsk et de Troïtsk sont détachées de l'éparchie de Tcheliabinsk, qui dépendent désormais avec l'éparchie de Tcheliabinsk du siège archiépiscopal de Tcheliabinsk (siège métropolitain).
Le 27 décembre 2016, le Saint-Synode détache de l'éparchie de Tcheliabinsk la nouvelle éparchie de Zlatooust qui est suffragante aussi du siège métropolitain de Tcheliabinsk (devenu siège métropolitain de Tcheliabinsk et Miass).

### Changements de nom
- de Tcheliabinsk (1918-1926)
- de Tcheliabinsk et Miass (1926-1935)
- de Tcheliabinsk et Zlatooust (1947-1960, 1989-2012)
- de Tcheliabinsk (depuis le 26 juillet 2012)

### Archimoines
Vicariat de Tcheliabinsk de l'éparchie d'Orenbourg
- Dionysus (Sosnovski) (14 septembre 1908 - 13 novembre 1914), fusillé par les Bolchéviques en 1918 et canonisé
- Sylvestre (Olchevski) (13 novembre 1914 - 4 juin 1915), tué par les Bolchéviques en 1920
- Gabriel (Voïevodine) (9 juin 1915 - 26 janvier 1916), fusillé en 1937
- Séraphin (Alexandrov) (24 mars 1916 - 1er avril 1918), fusillé en 1937
- Paul (Borissovski) (23 avril - 12 juin 1918) annulé pour absence, fusillé en 1938

Éparchie de Tcheliabinsk
- Gabriel (Tchepour) (septembre 1918 - 30 septembre 1919) absent de l'éparchie, émigre, mais  garde son titre jusqu'à sa mort en 1933 en Yougoslavie
- Dionysus (Prozorovski) (30 septembre 1919 - janvier 1926), fusillé en 1937
- Vissarion (Zorinine) (9 avril - mai 1926), fusillé en 1937
- Serge (Vassilkov) (25 mai 1926 - 19 juin 1927), fusillé en 1937
- Nazaire (Blinov) (1927-1928) (faisant fonction), archevêque de Tobolsk
- Nazaire (Andreïev) (1928)
- Siméon (Mikhaïlov) (1928-1929) (faisant fonction), évêque de Zlatooust
- Paul (Pavlovski) (2 avril 1929 - 11 août 1931), mort en prison en 1937
- Phostirius (Maximovitch) (1933) refuse sa nomination, mort au Goulag en 1938
- Séraphin (Protopopov) (27 mars 1934 - 3 août 1935) par intérim, fusillé en 1937
- Siméon (Mikhaïlov) (5 février - 3 juillet 1935)

Fait partie de l'éparchie d'Omsk 1935-1936
Fait partie de l'éparchie de Sverdlovsk 1936-1947
En 1937-1943, comme tous les diocèses sans évêque, il est administré par un locum tenens, subordonné au patriarche Serge Ier de Moscou (Starogodski)
- Juvénal (Kiline) (12 mai 1947 - 3 juin 1948)
- Alexis (Sergueïev) (3 juin — 2 juillet 1948, 24 août 1948 - 17 mars 1950)
- Tobie (Ostrooumov) (17 mars 1950 - 14 mars 1957) (faisant fonction), archevêque de Sverdlovsk
- Jean (Lavrinenko) (14 mars 1957 - 15 juillet 1959)
- Michel (Voskressenski) (15 août 1959 - 31 mai 1960) (faisant fonction), évêque de Tchkalov
- Flavien (Dmitriouk) (31 mai 1960 - 7 juillet 1966) (faisant fonction), évêque de Sverdlovsk
- Léonide (Poliakov) (7 juillet - 8 octobre 1966) (faisant fonction), archevêque de Perm
- Clément (Perestiouk) (23 octobre 1966 - 8 août 1980) (faisant fonction), évêque de Sverdlovsk
- Ilian (Vostriakov) (novembre 1979 - 8 août 1980) (faisant fonction), évêque de Solnetchnogorsk
- Platon (Oudovenko) (8 août 1980 - 26 décembre 1984)
- Melchisédech (Lebedev) (26 décembre 1984 - 10 avril 1989) (faisant fonction), archevêque de Sverdlovsk
- Georges (Griaznov) (23 avril 1989 - 27 décembre 1996)
- Job (Tyvoniouk) (27 décembre 1996 - 22 mars 2011)
- Théophane (Achourkov) (22 mars 2011 - 30 mai 2014)
- Nicodème (Tchibissov) (30 mai 2014 - 28 décembre 2018)
- Grégoire (Petrov) (28 décembre 2018 - 15 avril 2021)
- Alexis (Orlov) (depuis le 15 avril 2021)

## Vicariats diocésains
- de Zlatooust (devenu éparchie)
- de Kopeïsk (2019-2021)
- de Magnitogorsk (devenu éparchie)
- de Troïtsk (devenu éparchie)

## Doyennés
L'éparchie est partagée en 15 doyennés (en décembre 2022):
- Doyenné archiépiscopal;
- Doyenné de l'Oufaleïka supérieure (okroug municipal de Verkhni Oufaleï et raïon de Niazepetrovsk);
- Doyenné de Kasli et Snejinsk (raïon de Kasli, raïon de Kounachak, okroug municipal de Snejinsk);
- Doyenné de Kopeïsk et Korkino (okroug municipal de Kopeïsk, okroug municipal de Korkino);
- Doyenné de Kychtym (okroug municipal de Kychtym et raïon d'Argaïach);
- Doyenné rural de Miass (raïon Krasnoarmeïski);
- Doyenné de Miass (okroug municipal de Miass et okroug municipal de Karabach);
- Doyenne d'Oziorsk (okroug municipal d'Oziorsk);
- Doyenné des Pins (raïon Sosnovski);
- Doyenné de Tchebarkoul (okroug municipal de Tchebarkoul et raïon de Tchebarkoul);
- Doyenné central (raïon Traktorozavodski et raïon Tsentralny de la ville de Tcheliabinsk);
- Doyenné de l'Ouest (raïon Kalininski et raïon Kourtchatovski de la ville de Tcheliabinsk);
- Doyenné du Nord (raïon Metallourguitcheski de la ville de Tcheliabinsk)
- Doyenné du Sud (raïon Leninski et raïon Sovietski de la ville de Tcheliabinsk);
- Doyenné des prisons.

## Monastères
- Monastère de l'Épiphanie de Tcheliabinsk (moines);
- Monastère de l'Hodigitria de Tcheliabinsk (moniales).